# 聯合國安全理事會第2170號決議
联合国安全理事会第2170号决议于2014年8月15日通过。决议重申第1267号、第1373号、第1618号、第1624号、第2083号、第2129号、第2133号、第2161号八个安理会决议和各项相关主席声明。
决议重申伊拉克和叙利亚的独立、主权、统一和领土完整，严重关切当地的局势，并强烈谴责伊斯兰国、努斯拉阵线和其他所有与基地组织有关联的个人、团体、企业和实体目前采用多种恐怖主义犯罪行为。
决议同时要求各国对伊斯兰国、努斯拉阵线等组织进行资产冻结、旅游禁令和武器禁运，并在最后呼吁各国保护受伊斯兰国等组织的暴力活动影响的平民，特别是妇女和儿童，尤其是保护他们不受任何形式性暴力的侵害。

## 关联条目
- 叙利亚内战
- 伊拉克内战
- 恐怖主义